# ترنافا
تقع مدينة ترنافا على بعد 45 كم من العاصمة براتيسلافا، وهي عاصمة إقليم ترنافا.
الطابع الديني يميز المدينة حيث تشتهر المدينة بكثرة الكنائس فيها لذا تلقب بروما سلوفاكيا أو روما الصغيرة. يبلغ عدد سكانها حوالي 68,292 نسمة. حسب إحصاء 2005.

## المناخ
يظهر الجدول التالي التغييرات المناخية على مدار السنة لترنافا:
| البيانات المناخية لـترنافا        | البيانات المناخية لـترنافا | البيانات المناخية لـترنافا | البيانات المناخية لـترنافا | البيانات المناخية لـترنافا | البيانات المناخية لـترنافا | البيانات المناخية لـترنافا | البيانات المناخية لـترنافا | البيانات المناخية لـترنافا | البيانات المناخية لـترنافا | البيانات المناخية لـترنافا | البيانات المناخية لـترنافا | البيانات المناخية لـترنافا | البيانات المناخية لـترنافا |
| الشهر                             | يناير                      | فبراير                     | مارس                       | أبريل                      | مايو                       | يونيو                      | يوليو                      | أغسطس                      | سبتمبر                     | أكتوبر                     | نوفمبر                     | ديسمبر                     | المعدل السنوي              |
| --------------------------------- | -------------------------- | -------------------------- | -------------------------- | -------------------------- | -------------------------- | -------------------------- | -------------------------- | -------------------------- | -------------------------- | -------------------------- | -------------------------- | -------------------------- | -------------------------- |
| متوسط درجة الحرارة الكبرى °م (°ف) | 2 (35)                     | 4 (40)                     | 10 (49)                    | 16 (60)                    | 21 (70)                    | 24 (75)                    | 26 (79)                    | 26 (79)                    | 21 (70)                    | 15 (59)                    | 7 (45)                     | 3 (37)                     | 15 (58)                    |
| متوسط درجة الحرارة الصغرى °م (°ف) | −4 (25)                    | −3 (26)                    | 0 (33)                     | 4 (40)                     | 9 (49)                     | 12 (54)                    | 14 (56)                    | 14 (57)                    | 10 (50)                    | 6 (43)                     | 2 (35)                     | −2 (28)                    | 5 (41)                     |
| الهطول سم (إنش)                   | 1.78 (0.70)                | 2.11 (0.83)                | 2.15 (0.85)                | 3.15 (1.24)                | 3.83 (1.51)                | 4.90 (1.93)                | 4.83 (1.90)                | 3.53 (1.39)                | 4.05 (1.59)                | 2.89 (1.14)                | 3.09 (1.22)                | 3.85 (1.12)                | 40.16 (15.42)              |
| المصدر: MSN Weather               |                            |                            |                            |                            |                            |                            |                            |                            |                            |                            |                            |                            |                            |

## توأمة
لترنافا اتفاقيات توأمة مع كل من:
- نوفو ميتسو
- كازالي مونفيراتو
- فاراجدين
- بريتسلاف
- زانغرهاوزن
- بالاكوفو
- خاركيف
- زابجه (15 ديسمبر 1995 - )[5]

## أعلام
- يوزيف آداميك
- إيفان فيلهلم
- كاميل كوبونيك
- لويس الأول المجري
- ماتياس فابر
- حسين ملجكوفيتش
- تاتيانا كوتشاروفا
- يان جبريل

## وصلات خارجية
- Trnava Official website الموقع الرسمي لمدينة ترنافا
- الدليل السياحي لمدينة ترنافا
- Trnava University جامعة ترنافا
- جامعة القديس تسيرل وميثوديوس في ترنافا